# Alberto Gamba
Alberto Gamba (Coccaglio, 17 settembre 1952) è un ex calciatore italiano, di ruolo centrocampista.

## Carriera
Cresciuto nel Brescia, ha esordito in prima squadra il 3 ottobre 1971 nella partita Brescia-Taranto (0-1). Con il Brescia ha disputato 47 incontri di Serie B, con 2 reti all'attivo e 5 partite di Coppa Italia.